# Episodi di Hawaii Squadra Cinque Zero (sesta stagione)
La sesta stagione della serie televisiva Hawaii Squadra Cinque Zero venne trasmessa in prima visione negli Stati Uniti da CBS dall'11 settembre 1973 al 26 febbraio 1974.
| nº | Titolo originale                 | Titolo italiano                   | Prima TV USA      | Prima TV Italia |
| -- | -------------------------------- | --------------------------------- | ----------------- | --------------- |
| 1  | Hookman                          | L'ora della vendetta              | 11 settembre 1973 |                 |
| 2  | Draw Me a Killer                 | Fumetti per un assassino          | 18 settembre 1973 |                 |
| 3  | Charter for Death                | Noleggio mortale                  | 25 settembre 1973 |                 |
| 4  | One Big Happy Family             | Una grande famiglia felice        | 2 ottobre 1973    |                 |
| 5  | The Sunday Torch                 | Domeniche di fuoco                | 9 ottobre 1973    |                 |
| 6  | Murder Is a Taxing Affair        | Avidità                           | 16 ottobre 1973   |                 |
| 7  | Tricks Are Not Treats            | Lolo                              | 23 ottobre 1973   |                 |
| 8  | Why Wait Until Uncle Kevin Dies? | Eredità anticipata                | 30 ottobre 1973   |                 |
| 9  | Flash of Color, Flash of Death   | Giochi di colore, giochi di morte | 6 novembre 1973   |                 |
| 10 | A Bullet for El Diablo           | Una pallottola per El Diablo      | 13 novembre 1973  |                 |
| 11 | The Finishing Touch              | Il tocco finale                   | 20 novembre 1973  |                 |
| 12 | Anybody Can Build a Bomb         | Minaccia nucleare                 | 27 novembre 1973  |                 |
| 13 | Try to Die on Time               | Cerca di morire in tempo          | 4 dicembre 1973   |                 |
| 14 | The $100,000 Nickel              | Un'antica moneta                  | 11 dicembre 1973  |                 |
| 15 | The Flip Side Is Death           | Un piano ingegnoso                | 18 dicembre 1973  |                 |
| 16 | Banzai Pipeline                  | Un'estate senza fine              | 1º gennaio 1974   |                 |
| 17 | One Born Every Minute            | La truffa                         | 8 gennaio 1974    |                 |
| 18 | Secret Witness                   | Testimone segreto                 | 15 gennaio 1974   |                 |
| 19 | Death with Father                | Nel nome del padre                | 22 gennaio 1974   |                 |
| 20 | Murder with a Golden Touch       | Omicidio con un tocco d'oro       | 29 gennaio 1974   |                 |
| 21 | Nightmare in Blue                | Incubo in blu                     | 5 febbraio 1974   |                 |
| 22 | Mother's Deadly Helper           | L'uomo di fiducia                 | 12 febbraio 1974  |                 |
| 23 | Killer at Sea                    | Assassino a bordo                 | 19 febbraio 1974  |                 |
| 24 | 30,000 Rooms and I Have the Key  | Ladro gentiluomo                  | 26 febbraio 1974  |                 |